# Île-d’Aix
Île-d’Aix (IPA: [il dɛks]) település Franciaországban, Új-Aquitania régióban, Charente-Maritime megyében, az ország nyugati partjai mellett, az Atlanti-óceánban fekvő azonos nevű szigeten. A turisták körében nagy népszerűségnek örvend. Lakossága 2008-ban 239 fő volt.

## Történet
- 1067: Châtelailloni Isembert a clunyi szerzeteseknek adományozta a szigetet.
- 13. század: angol hajók támadták a szigetet
- 16. század: a sziget lakossága áttér a protestáns hitre.
- 1757-ben és 1759-ben, a hétéves háború alatt a britek elfoglalták a szigetet.
- A nagy francia forradalom idején börtönként szolgált a sziget.

## Népesség
- 1962: 226 fő
- 1968: 207 fő
- 1975: 207 fő
- 1982: 173 fő
- 1990: 199 fő
- 1999: 186 fő
- 2006: 215 fő
- 2008: 238 fő

## Látnivalók
| Látnivalók:     |
| --------------- |
| Afrika Múzeum   |
| Napóleon Múzeum |
| Fort Boyard     |

## Külső hivatkozások
- Hivatalos honlap (franciául)